# Iwaidja
Iwaidja är ett australiskt språk som talades av 123 personer år 2016. Iwaidja talas på Croker Island i Norra territoriet. Iwaidja tillhör de yiwaidjanska språken. Iwaidja talas fortfarande av barn. Språket anses vara hotat.
Iwaidja skrivs med latinska alfabetet.

## Fonologi

### Konsonanter
|               | Bilabial | Alveolar | Retroflex | Palatal | Velar |
| ------------- | -------- | -------- | --------- | ------- | ----- |
| Klusil        | p        | t        | ʈ         | c       | k     |
| Nasal         | m        | n        | ɳ         | ɲ       | ŋ     |
| Approximant   | w        |          | ɻ         | j       | ɰ     |
| Tremulant     |          | r        | ɽ         |         |       |
| Lateral       |          | l        | ɭ         |         |       |
| Lateral flapp |          | lr       | ɭɽ        |         |       |

Källa:

### Vokaler
|        | Främre | Bakre |
| ------ | ------ | ----- |
| Sluten | i      | u     |
| Öppen  | a      |       |

Källa: